# Суд кенгуру
Суд кенгуру (англ. kangaroo court) — английская идиома, означающая незаконный, несправедливый суд, самосуд, инсценировку суда, пародию на правосудие. Это выражение часто применяется по отношению к суду, который, формально соблюдая процедуру, выносит быстрый и заранее подготовленный приговор.

## История
Исторически этот термин возник в Калифорнии (США) во времена «Золотой лихорадки» и впервые упоминается в 1853 году. Видимо, имелось в виду, что судебная процедура движется очень быстро, прыгая как кенгуру.

## Практика
Примеры «суда кенгуру» есть во многих странах. Например, в Ираке в 1958 году во времена полковника Абдул-Карима Касема суд обычно длился 15 минут и заканчивался вынесением смертного приговора.
«Судом кенгуру» также характеризуют Международный трибунал Рассела по расследованию военных преступлений, совершенных во Вьетнаме.
Как «суд кенгуру» оценивает разбирательства с заключёнными американской военной базы Гуантанамо обозреватель британской газеты «Гардиан» Кен Гуд.
Схожая идиома в России — «Шемякин суд», а в XXI веке — «Басманное правосудие». «Судом кенгуру» называет практику решений по политическим обвинениям в путинской России оппозиционный политик Владимир Рыжков. Примером подобного суда могут также служить так называемые показательные процессы в сталинском СССР, где подсудимые после пыток и угроз репрессировать родственников признавались в любых злодеяниях и просили наказать их со всей суровостью. Как пишет политолог Хулио М. Шилинг, такой суд является характерной чертой любых тоталитарных режимов (как судов нацистской Германии, так и современных коммунистических типа кубинского), в которых судебная система подчинена правящей партии и служит сохранению её власти.

## Упоминания в искусстве
В вымышленной вселенной «Звёздный путь» судебная система кардассианской цивилизации построена на «суде кенгуру» — все приговоры известны заранее, а суд является только формой его вынесения.
В мультипликационной экранизации реального судебного заседания штата США Джорджия (в исполнении Рика и Морти — слово в слово) Рик, которого обвиняют в убийстве сокамерника, заявляет, что идёт «Кенгуриный суд», на что судья Морти смеётся: «Кенгуриный суд… Мы же не в Австралии…»
В клипе на песню Kangaroo Court группы Capital Cities главный герой-зебра пытается попасть в клуб, куда зебр не пускают. Замаскировавшись под гнедого коня, он попадает в клуб, но его быстро определяют как зебру и отправляют в суд, где судья-кенгуру выносит герою суровый приговор — зебру приговаривают к смертной казни, и из его мяса готовят бифштекс и подают на обед льву.